# Avondmaal in Emmaüs (Caravaggio, Milaan)
Avondmaal in Emmaüs (Italiaans: Cena in Emmaus) is een schilderij van Caravaggio uit 1606. Sinds 1939 wordt het tentoongesteld in de Pinacoteca di Brera in Milaan. Het is het tweede werk dat de schilder over dit onderwerp maakte. De versie die een paar jaar eerder ontstond, maakt deel uit van de collectie van de National Gallery in Londen.

## Geschiedenis
Waarschijnlijk maakte Caravaggio het schilderij tijdens zijn verblijf in een van de paleizen van de familie Colonna in Zagarolo of Palestrina waar hij onderdak vond toen hij Rome ontvlucht was na de moord op Ranuccio Tommasoni. Volgens Giulio Mancini en Giovanni Pietro Bellori, twee van de eerste biografen van de schilder, maakt dit werk onderdeel uit van de schilderijen die Caravaggio aan het begin van zijn ballingschap maakte. Sommige onderzoekers zijn echter van mening dat het schilderij net voor de vlucht en ballingschap gemaakt is. In beide gevallen is het jaar van ontstaan 1606.
Het schilderij is gemaakt voor markies Costanzo Patrizi in Rome, wellicht door tussenkomst van de bankier Ottavio Costa. Costanzo Patrizi was, ondanks zijn jonge leeftijd, een gunsteling van paus Paulus V, die hem benoemde tot schatbewaarder. Hij bouwde een opmerkelijke kunstcollectie op. Na zijn plotseling dood in 1624 maakte de schilder Giuseppe Cesari de inventaris op en kende aan het schilderij van Caravaggio de zeer hoge waarde van 300 scudi toe.
Hierna raakt het schilderij lang in de vergetelheid. Pas in 1912 werd het herontdekt door de kunsthistoricus Lionello Venturi. Markies Patrizio Patrizi, een nakomeling van Costanzo, verkocht het doek in 1939 aan de vereniging Amici di Brera, zodat het in het Milanese museum tentoongesteld kon worden.

## Voorstelling
De scène wordt beschreven in het evangelie van Lucas.  Na zijn opstanding verschijnt Jezus aan twee van zijn discipelen op de weg naar Emmaüs zonder dat zij hem herkennen. 's Avonds eten ze samen en volgt de openbaring die op het schilderij is afgebeeld. "Toen hij met hen aan tafel aanlag, nam hij het brood, sprak het zegengebed uit, brak het en gaf het hun. Nu werden hun ogen geopend en herkenden ze hem."
Caravaggio volgt het voorbeeld van Venetiaanse schilders als Titiaan en Veronese door uit te gaan van een centrale compositie. Omringd door twee van zijn discipelen, de herbergier en zijn vrouw (of een oude bediende), zit Christus aan tafel terwijl iedereen naar hem kijkt. De twee discipelen tonen zichtbaar hun verbazing: de linker heft zijn armen op, terwijl de rechter de rand van de tafel vastpakt en naar voren leunt. Toch geeft hun houding blijk van een zekere terughoudendheid en heeft ze niet langer de demonstratieve kracht van het Londense schilderij. De herbergiers lijken niet verrast en begrijpen waarschijnlijk niet echt wat er gebeurt. De figuur van de oude vrouw kwam op het schilderij uit 1601 nog niet voor.
De tafel is gedekt met een tafelkleed van witte stof dat een oosters tapijt uit de Turkse provincie Uşak bedekt. Hoewel dergelijke tapijten vaak voorkwamen op schilderijen uit die periode, gebruikte Caravaggio zelden dit soort accessoires die alleen bijzonder rijke mensen konden bezitten. Op tafel is weinig keukengerei te zien, slechts twee schalen en een kan gemaakt van majolica, een porseleinsoort die in de 16e eeuw in Italië erg in de mode was. De bediende houdt ook een majolicaschaal vast met daarin het lamsvlees, in overeenstemming met de traditionele iconografie. Dit is het laatste werk waarop Caravaggio de moeite neemt om huishoudelijke accessoires die niet essentieel zijn voor het verhaal gedetailleerd weer te geven. Hoewel het ook gezien kan worden als een ontwikkeling in zijn stijl, heeft zijn gedwongen ballingschap dit proces ongetwijfeld versneld, omdat hij plotseling geen toegang meer had tot aansprekende voorbeelden.  
Hoewelk deze tweede versie van het Emmaüsmaal duidelijk verschilt van de versie die slechts vijf jaar eerder in Rome werd gemaakt, zijn er ook overeenkomsten: het formaat van de schilderijen is ongeveer identiek, de figuren zijn vergelijkbaar en op beide werken zijn een tafelkleed en een Turks tapijt over de tafel uitgespreid. Op het tweede werk kondigt Caravaggio's late stijl zich echter aan. Het chiaroscuro is minder levendig. De duisternis neemt het hele schilderij over en het palet is gedempt. Daarnaast bevindt het gezichtspunt van de toeschouwer zich lager, waardoor de focus op de figuur van Christus wordt gericht en niet op de voorwerpen op tafel. Eenvoud krijgt zo de bovenhand op virtuositeit. Caravaggio lijkt op zoek te gaan naar de spirituele essentie van de gebeurtenis. De somberheid van het schilderij kan ook de angst weerspiegelen die de schilder in deze voor hem uiterst onrustige periode zelf ervaarde. Het is paradoxaal dat Caravaggio ervoor koos om meer aan te sluiten bij de iconografische traditie, op het moment dat zijn iconoclastische en innovatieve stijl juist algemeen erkend en gewild werd. 

## Afbeeldingen

Avondmaal in Emmaüs, versie in Londen
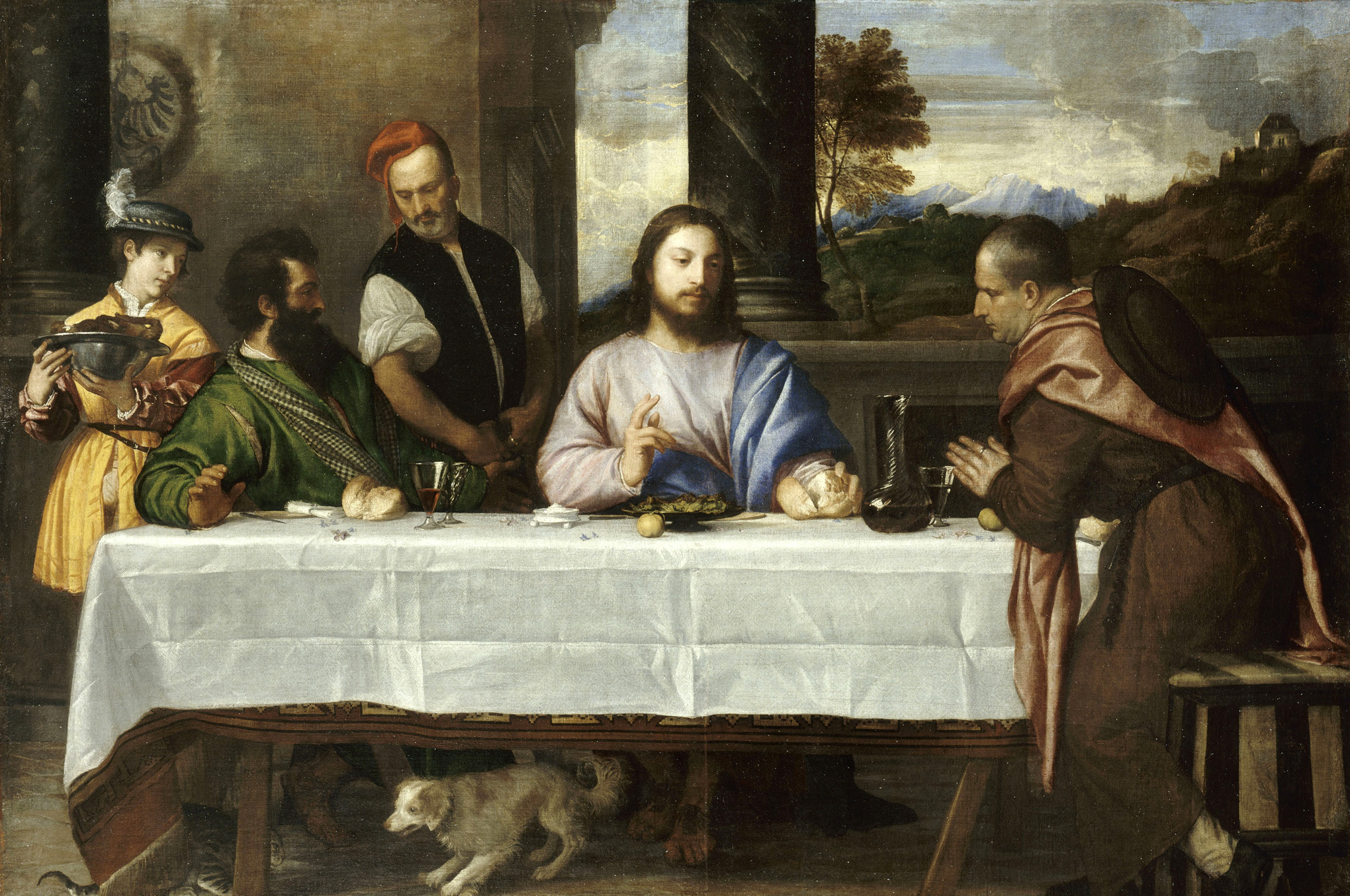
Emmaüsgangers - Titiaan